# Helicopis pseudalbescens
Helicopis pseudalbescens är en fjärilsart som beskrevs av Le Moult 1939. Helicopis pseudalbescens ingår i släktet Helicopis och familjen Riodinidae. Inga underarter finns listade i Catalogue of Life.